# Мыцельский, Юзеф
Юзеф Мыцельский (1733, Лешно — 19 октября 1789, Вроцлав) — государственный и военный деятель Речи Посполитой, генерал-лейтенант (1761), командир 1-й Литовской дивизии, генерал-адъютант булавы великий литовской (1755), воевода иновроцлавский (1784—1789), староста конинский (1756).

## Биография
Представитель польского шляхетского рода Мыцельских герба «Долэнга». Сын каштеляна познанского Мацея Мыцельского (1690—1747) и Вероники Конаржевской (1699—1762).
В 1754 году Юзеф Мыцельский был избран послом (депутатом) от Стародубского повета на сейм. В 1761 году — депутат на сейм от Калишского воеводства.
7 мая 1764 года Юзеф Мыцельский в качестве депутата от Познанского воеводства подписал манифест, в котором признавал присутствие русских войск на территории Речи Посполитой незаконным. В том же 1764 года он был избран послом от Познанского воеводства на элекционный сейм, где поддержал кандидатуру Станислава Августа Понятовского на польский королевский престол. В 1765 году — депутат от Познанского воеводства в Коронном трибунале в Познани. В 1766 году — депутат от Познанского воеводства на сейм Чаплица.
Член Барской конфедерации. В 1783 году — член комиссии надлежащего порядка. В 1784 году Юзеф Мыцельский получил должность воеводы иновроцлавского.
1776 год — маршалок предсеймового сеймика в Сьроде.
Кавалер Ордена Святого Станислава (1766) и Ордена Белого орла (1785).
Владел дворцом в стиле барокко в Ремпово, который значительно расширил.

## Семья
Жена с 1759 года Франциска Ксавера Козминская (1742—1810), дочь воевода калишского Мацея Козминского (1690—1748). Дети:
- Анна (1760—1829), жена с 1787 года подкомория великого коронного Винцента Потоцкого (1740—1825)
- Михаил Игнацы Ксаверий (1760—1815), староста конинский
- Станислав (1767—1813), полковник наполеоновской армии.